# Миронов, Арсений Дмитриевич
Арсе́ний Дми́триевич Миро́нов (25 декабря 1917, Владимир, РСФСР — 3 июля 2019, Жуковский, Московская область, Россия) — учёный в области аэродинамики и лётных испытаний воздушных судов, лётчик, один из начальников Лётно-исследовательского института имени М. М. Громова (1981—1985), доктор технических наук, профессор, лауреат Сталинской премии и Государственной премии СССР. Почётный гражданин города Жуковский.

## Биография

### Ранние годы
Родился 25 декабря 1917 года в городе Владимире. Когда пришла пора идти в школу, семья переехала в Москву. В 1932 году окончил школу-семилетку, а через два года — школу фабрично-заводского ученичества управления Мосэнерго, и пошёл по стопам своего отца-электрика, работая электромехаником по приборам в Центральных мастерских Мосэнерго. Параллельно, начиная с 1935 года, обучался на вечернем рабфаке и готовился к поступлению в Московский энергетический институт. Уже на последнем курсе рабфака на занятия пришёл студент-старшекурсник МАИ и начал агитировать рабфаковцев поступать в МАИ так увлечённо и интересно, что 19-летний Арсений изменил своё решение и решил связать свою дальнейшую жизнь с авиацией. В 1936 году он становится студентом самолётного факультета МАИ, где с четвёртого курса обучался по новой тогда специальности «Лётные испытания». В мае 1941 года начал работать в Лётно-исследовательском институте (ЛИИ) Минавиапрома СССР, тогда ещё не носившем имени М. М. Громова.

### Научная и инженерная деятельность

#### Военный период
Трудовую и научную деятельность в ЛИИ начал ещё практикантом в качестве летающего инженера-экспериментатора за три дня до начала войны. В сентябре 1941 года стал инженером лаборатории № 2 ЛИИ, которой руководил М. А. Тайц. В военный период участвовал в проводимых в ЛИИ и на серийных авиационных заводах работах по изучению и устранению причин снижения лётных качеств боевых самолётов. Участвовал в испытательных и иных полётах в качестве ведущего инженера, штурмана и транспортного лётчика. В этот период под руководством Г. С. Калачёва принимал участие в контрольных испытаниях на Московской и Новосибирской базах института серийных и модифицированных по рекомендациям ЦАГИ и ЛИИ боевых самолётов:
- истребителя МиГ-3 (оценка устойчивости и управляемости на больших углах атаки) и бомбардировщика Ер-2 с 2 моторами АМ-37 — в 1941 году;
- истребителя Як-7Б с мотором М-105ПФ — в 1942 году;
- самолётов Ла-5 с моторами М-71 и М-82 (оценка продольной устойчивости и управляемости), Ил-2 с роговой компенсацией шарнирного момента руля высоты, вариантов Ла-5 с неротирующим крылом ЦАГИ и Як-6 с новым крылом ЦАГИ, истребителя Як-9Т с мотором М-105ПФ — в 1943 году;
- истребителя Як-9У с мотором ВК-107А — в 1944 году.

#### Аэрофизические исследования на «крылатых бомбах»
Во второй половине 1940-х годов по инициативе И. В. Остославского в ЛИИ были начаты аэрофизические исследования обтекания при трансзвуковых скоростях с использованием так называемых «крылатых бомб» — летающих моделей с тяжёлой носовой частью для разгона модели и хвостовой частью с экспериментальным оборудованием и испытываемыми аэродинамическими поверхностями. Миронов был активным участником этих работ. Модели (масса первых была около 600 кг) сбрасывались с самолётов Ту-2 (позднее также с самолётов Ил-28 и Су-7) и по баллистической траектории достигали на заданной высоте (2-3 км) скорости, немного превосходящей звуковую (1.05—1.10 М), при этом регистрировались аэродинамические характеристики экспериментальных форм крыла, поверхностей управления, фюзеляжа. После этого от бомбы отсоединялся отсек с исследуемыми поверхностями и самописцами, который опускался на парашюте. Характеристики движения бомбы определялись с использованием самописца продольной перегрузки, а аэродинамические характеристики — с помощью самописцев усилий на аэродинамических поверхностях.
Эти работы потребовали решения ряда научных и технологических проблем, связанных с обеспечением заданных скоростей движения моделей при ограничениях по высотности самолёта Ту-2 (10—11 км), надёжности системы парашютного спасения моделей и созданием оригинальных средств измерения и методов определения параметров движения моделей и оцениваемых аэродинамических характеристик. В результате, впервые в реальных условиях полёта были получены данные по изменению распределения давления по крыльевым профилям в трансзвуковом диапазоне скоростей. Этот комплекс исследований и разработанная для них технология лётных испытаний были удостоены в 1949 году Сталинской премии 3 степени за работы 1948 года. В дальнейшем эти технологии претерпели существенное развитие и применялись в ЛИИ для лётных исследований гиперзвуковых скоростей вплоть до 10 М на тяжёлых летающих моделях ЭР-3, −5, −8, −10, имевших ракетные ускорители и запускавшихся с самолёта Су-7.

#### Исследования звукового удара и создание системы сертификации воздушных судов
Провёл лётные исследования в области физической аэродинамики самолётов и их воздействию на окружающую среду, исследования звукового удара при сверхзвуковых полётах. Эти исследования были начаты в ЛИИ в 1957 году в связи с поручением ЦК КПСС разобраться с жалобами жителей поселений, соседствующих с зоной сверхзвуковых испытательных полётов самолётов МиГ-19, выпускаемых Горьковским авиационным заводом. Руководство работами осуществляли И. В. Остославский и А. Д. Миронов. Лётную программу начинал лётчик-испытатель Сергей Анохин со сверхзвуковых полётов над взлётно-посадочной полосой ЛИИ на высотах 1500—2000 м. Затем был проведён большой комплекс лётных исследований для оценки влияния на окружающую среду звукового удара и шума сверхзвуковых самолётов. Одним из результатов этой деятельности стало принятие в СССР правил, разрешающих полёты со сверхзвуковой скоростью только на высотах не ниже 10000 м.
Были изучены также физика явлений, влияния на характеристики звукового удара метеорологических факторов и компоновки самолётов, обоснованы нормы для шума и иных факторов влияния сверхзвуковых самолётов на окружающую среду.
Результаты проведённых работ были использованы в выработке позиции ИКАО по регулированию сверхзвуковых полётов пассажирских самолётов. В 1972 году был создан Комитет ИКАО по звуковому удару (Sonic Boom Committee), куда в качестве эксперта от СССР вошёл Миронов и успешно участвовал в работе этого комитета для формирования стандартов Приложения 16 к Чикагской конвенции. В период после 1978 года в рамках советско-французской двухсторонней комиссии по защите окружающей среды от воздействия авиации был представителем от СССР в рабочей группе этой комиссии по авиационному шуму и звуковому удару.
Кроме решения научно-практических проблем звукового удара и авиационного шума, Миронов на основе опыта создания системы Руководств по испытаниям авиационной техники (РИАТ) для лётных испытаний авиатехники военного назначения участвовал и в создания советской системы сертификации гражданских самолётов и вертолётов. Эта работа велась в конце 1960-х годов для подготовки к вступлению СССР в ИКАО. Головной организацией в СССР был определён ЛИИ, а непосредственное руководство работами осуществлял Макс Тайц. В числе других руководителей работ были Николай Строев, Виктор Уткин и Арсений Миронов. Совместно с другими заинтересованными организация МАП и МГА были разработаны и внедрены первые отечественные нормы лётной годности самолётов (НЛГС-1) и процедуры сертификации по этим нормам. Результаты исследований звукового удара были использованы при создании советских Временных норм лётной годности сверхзвуковых пассажирских самолётов (ВНЛГСС, 1975 год) и при сертификации типовой конструкции сверхзвукового пассажирского самолёта Ту-144.
В последующие годы продолжил участие в развитии на базе ЛИИ методов и технологий акустической сертификации самолётов.

#### Исследования и испытания в рамках советской космической программы
В рамках советской космической программы проводил исследования переносимости человеком условий невесомости, а также особенностей выполнения в невесомости различных операций. Для проведения исследований силами ЛИИ и ОКБ им. А. Н. Туполева в 1960 году была создана первая летающая лаборатория (ЛЛ) на базе самолёта Ту-104. Для целей исследований на борту ЛЛ создавались условия невесомости при манёвре «горка» в течение 25 с (сначала вручную лётчиком по указателю перегрузки, а потом — с использованием автомата перегрузки). Работы на режимах невесомости начинал лётчик-испытатель С. Н. Анохин. В дальнейшем их вели лётчики-испытатели ЛИИ В. П. Васин, П. И. Казьмин, В. Ф. Хапов. Научное обеспечение работ осуществляли Е. Т. Берёзкин, Г. И. Северин, К. И. Бестужев,
A. Д. Миронов, Ю. А. Винокур, B. Д. Курбесов.
На первом этапе проводилась оценка переносимости кратковременной невесомости людьми и опыты с животными, затем — испытания различного оборудования и снаряжения с участием испытателей и космонавтов Ю. А. Гагарина, В. М. Комарова, К. П. Феоктистова, В. В. Аксёнова, А. С. Елисеева.

#### Опережающие исследования и испытания опытных самолётов

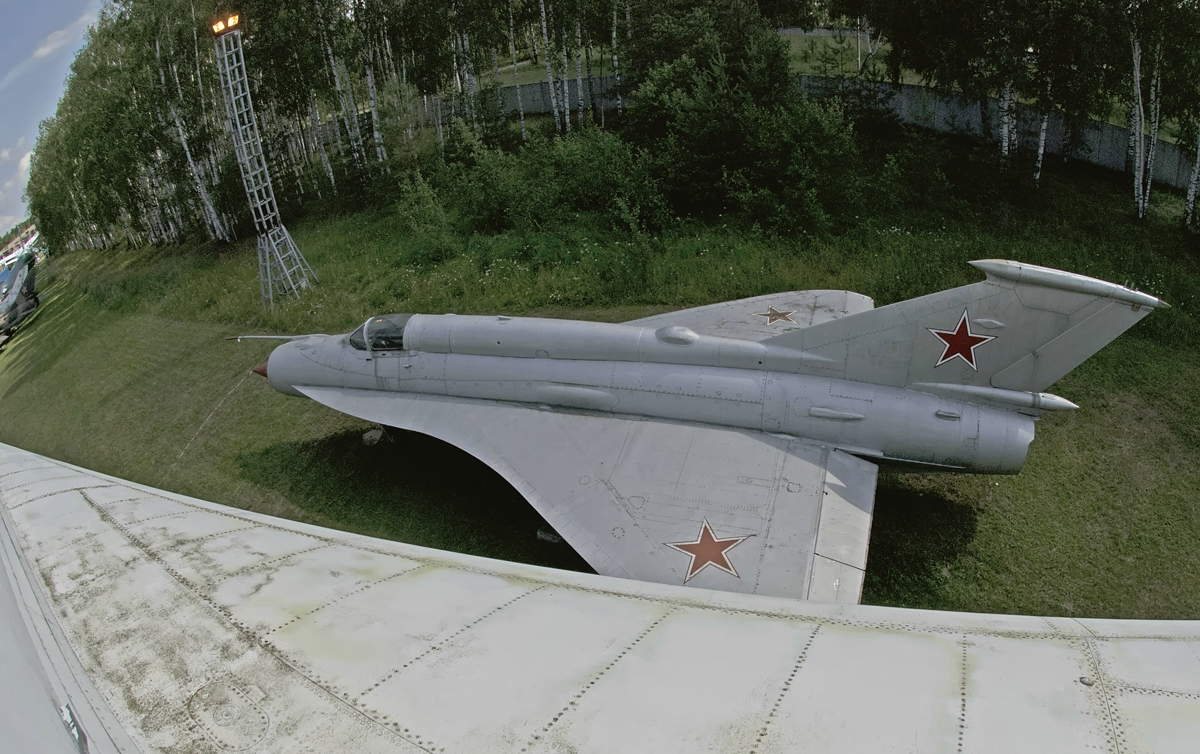
Летающая лаборатория МиГ-21И (музей Монино)

Миронов совместно с В. С. Грачёвым организовал комплекс лётных исследований на ЛЛ по ламинаризации пограничного слоя на дозвуковых скоростях. На ЛЛ Ту-16 (1963—1967 гг.), Як-28П (1974—1976 гг.) и Ту-22 (1984—1988 гг.) исследовались методы щелевого и перфорационного отсоса пограничного слоя на моделях прямого и стреловидного крыла, носков крыла, фюзеляжа самолёта.
Совместно с Л. М. Берестовым он руководил также организацией и проведением опережающих лётных исследований характеристик устойчивости и управляемости сверхзвуковых самолётов на ЛЛ ЛИИ с электродистанционными системами управления и системами улучшения устойчивости.
В период 1968—1975 годы совместно с В. С. Грачёвым проводил лётные исследования аэродинамических характеристик сложного в плане крыла, предназначенного для разрабатывавшегося тогда сверхзвукового пассажирского самолёта Ту-144. Эти исследования проводились в ЛИИ на одной из двух специально созданных ЛЛ МиГ-21И («И» — от «самолёт-имитатор»). Полёты на ЛЛ выполняли Игорь Волк, Олег Гудков, Владислав Лойчиков.
Миронов руководил комплексной бригадой ЛИИ при проведении государственных испытаний сверхзвукового фронтового бомбардировщика Су-24. Для испытаний в институт были переданы три опытных самолёта для проведения на них работ по оценке аэродинамических и прочностных характеристик (включая крайние режимы, такие как штопор, максимальные полётные нагружения и др.), испытаний силовой установки и бортового оборудования самолёта. Основные участники этих испытаний, включая и Миронова, в 1976 году были удостоены Государственной премии СССР.

#### Расследование авиационных происшествий
В составе государственных комиссий Миронов участвовал в расследовании авиапроисшествий, включая такие широко известные, как катастрофа самолёта МиГ-15УТИ, унёсшая жизни Ю. А. Гагарина и В. С. Серёгина, катастрофа самолёта Ил-62 у Нерского озера в 1972 г. и др. По первой из указанных катастроф в качестве члена лётной подкомиссии государственной комиссии по расследованию катастрофы сформировал и неоднократно публично отстаивал научно обоснованную позицию, опровергающую многочисленные, в том числе конспирологические, версии.

#### Руководство научной деятельностью и подготовкой кадров
Миронов возглавлял отделение № 2 — одно из основных научно-исследовательских отделений ЛИИ, а затем длительный период работал сначала заместителем начальника института В. В. Уткина (1969—1974), а потом — его первым заместителем. После смерти В. В. Уткина в 1981 году — возглавил институт и руководил им до 1985 года, когда начальником института был назначен К. К. Васильченко.
С конца 1950-х годов и до 1988 года участвовал в подготовке на научно-производственной базе ЛИИ студентов кафедры 106 МАИ в области динамики полёта и лётных испытаний самолётов.
С 1981 по 1985 год заведовал кафедрой на Факультете аэромеханики и летательной техники (ФАЛТ) МФТИ.
Руководил диссертационным советом ДС 403.011.01 при ЛИИ им. М. М. Громова, а также был членом диссертационного совета Д 403.004.01 при ЦАГИ.

#### После ухода от руководства институтом

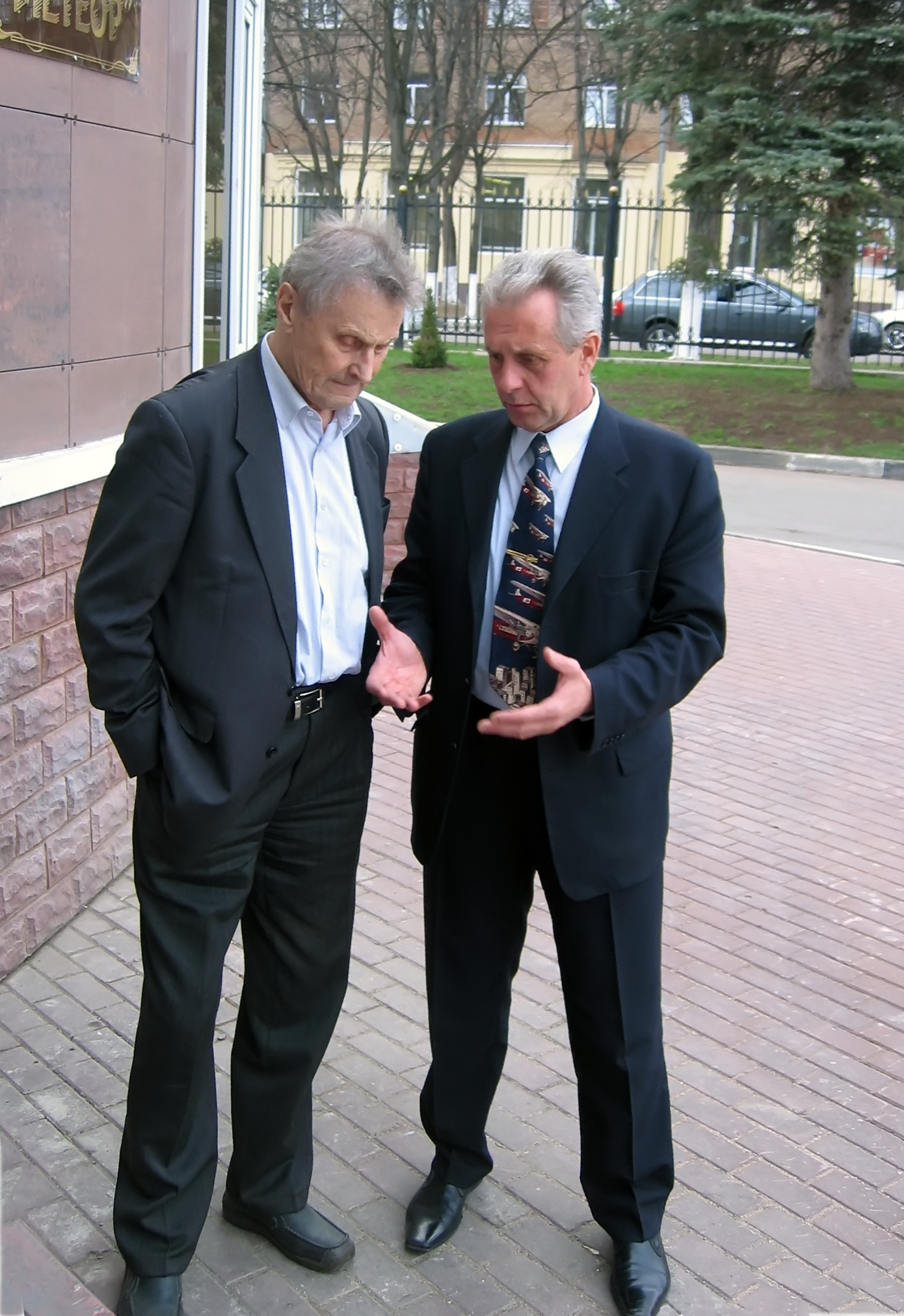
Разговор А. Д. Миронова (на фото слева) и [https://testpilot.ru/base/2014/10/kostyuk-a-i/ заслуженного лётчика испытателя РФ А. И. Костюка

В июле 1985 года перешёл на должность начальника сектора, а с июня 1996 года до 2019 года работал в ЛИИ в должности главного научного сотрудника, проводил исследования влияния человеческого фактора на безопасность полётов воздушных судов.
Длительное время руководил всей текущей работой Методического совета экспериментальной авиации по лётным испытаниям в качестве заместителя его председателя, которым по должности является действующий начальник (после акционирования института — генеральный директор) ЛИИ им. М. М. Громова.

### Лётная карьера
В детстве начал интересоваться авиацией, занимался авиамоделизмом. Параллельно с учёбой в институте прошёл курс лётной подготовки в аэроклубе МАИ и в 1939 году самостоятельно вылетел на самолёте У-2. Позднее освоил полёты на планёрах и прыжки с парашютом. На одном из довоенных авиационных праздников в Тушино ему даже довелось поучаствовать в массовом парашютном десанте.
При приёме на работу в ЛИИ в составе группы студентов МАИ Миронов имел беседу с тогдашним начальником института М. М. Громовым, на вопрос которого о своих намерениях ответил, что хочет стать лётчиком-испытателем (реакция Громова была лаконичной: «Ну-ну»). С самого начала свой работы в ЛИИ много летал в качестве инженера-экспериментатора и штурмана, но 4 октября 1943 года при завершении очередного испытательного полёта произошло авиационное происшествие: самолёт Ла-5УТИ, в экипаже которого был Миронов, заходил на посадку и к нему вплотную подошёл патрульный истребитель Як-1, который пилотировал молодой лётчик авиации ПВО. Недопустимое сближение привело к тому, что Як-1 ударил своим винтом по фюзеляжу Ла-5УТИ в зоне второй кабины, где находился Миронов. Самолёт развалился на две части и упал на землю. Лётчик-испытатель В. Н. Юганов серьёзно не пострадал, а Миронов едва избежал гибели от лопастей винта, получил тяжёлые травмы, потерял около 3 литров крови и провёл в госпитале пять месяцев. Сам Миронов так вспоминал об этой аварии:

В 1943 году я чуть было не потерял руку. Мы ставили эксперимент, и уже при посадке другой самолёт дал винтом по нашему фюзеляжу. Удар пришелся по моей кабине. Разрубило кресло, разрубило парашют, и мне отрубило руку. Пришел в себя вниз головой, привязанный к останкам самолёта. Руку мне пришили, я несколько месяцев пролежал в госпитале.
О профессии лётчика-испытателя пришлось забыть — левая рука не полностью разгибалась в локте, но удалось убедить старшего лётчика-испытателя ЛИИ А. Н. Гринчика проверить технику пилотирования на самолёте По-2 и доказать ему, что самолёты такого класса Миронов может пилотировать даже с последствиями травм. Потом он много летал на По-2, УТ-1, УТ-2, выполнил сотни транспортных полётов, получил свидетельство транспортного лётчика гражданского воздушного флота 4 класса. До 1950 года участвовал в испытательных полётах на самолётах Ил-2, Пе-8, Ту-2, Як-9В и др. в качестве штурмана и инженера-экспериментатора.
Вплоть до своего 60-летия всегда находил время полетать на планёрах, ещё в молодости получил звание мастера спорта по планеризму, а учился парящим полётам до войны, в Центральном аэроклубе (ЦАК) под руководством Сергея Анохина. Инструктором у Миронова была супруга Анохина — Маргарита Раценская — командир планёрного звена в ЦАК. Она вспоминала:

 Этот любимый мой Миронов однажды чуть не угробил меня. Как-то закончились полёты. Все, как полагалось, прилетели. Мы убрали уже планёры. Небо совершенно безоблачное. Пошли ужинать. И вдруг хватились: Миронова — нет! Он был человеком очень дисциплинированным, организованным, отличным лётчиком — не случайно дошёл до мастера спорта. И вот, на тебе — нет Миронова! Я испереживалась — что ж могло случиться. И уж мысли плохие: что скажу его родным — жили-то они рядом, за стенкой, в одном с нами доме. И вдруг кто-то довольно крепко выругался и говорит: «Смотри, Карловна, что делается! Смотри — планёр в воздухе!» Где-то далеко и высоко была видна полоска — это мой любимец Арся Миронов возвращался домой на термиках, на высоте тысячи полторы, в совершенно безоблачном небе.
На почве планеризма Миронов близко познакомился с Олегом Антоновым и больше всего летал на его планёре А-15.

### Смерть
Арсений Дмитриевич Миронов умер 3 июля 2019 года, похоронен на Быковском мемориальном кладбище в г. Жуковском.

### Семья
Отец — Миронов Дмитрий Иванович (1884—1956), инженер-электрик, работал на ГЭС им. Классона в посёлке Электропередача рядом с Ногинском в Московской области, затем в Москве в системе Мосэнерго. Мать — Ильичёва Мария Михайловна (1889—1982), домохозяйка.
Был женат (1940—2017), жена — Руднева, Ольга Евгеньевна (1919—2017), училась в МАИ в одной группе с будущим мужем. Потом работала на Московском авиационном заводе № 22 им. С. П. Горбунова в должности помощника мастера и в Лётно-исследовательском институте в должности ведущего инженера по лётным испытаниям.
Сын — Миронов Михаил Арсеньевич 1944 года рождения, учёный, акустик, кандидат физ.-мат. наук, работает в АО «Акустический институт имени академика Н. Н. Андреева» (АКИН).
Дочь — Максакова (Миронова) Ольга Арсеньевна 1946 года рождения, врач-психотерапевт, кандидат медицинских наук, работает в Национальном медицинском исследовательском центре нейрохирургии им. Н. Н. Бурденко.
Два внука и одна внучка.

## Награды и звания
- Лауреат Сталинской премии 3 степени — 1949, за создание нового метода аэродинамических исследований и Государственной премии СССР — 1976, за испытания самолёта Су-24[2][9]
- Награждён: орденом Ленина (1971), орденом Трудового Красного Знамени (1957), орденом «Знак Почёта» (1966), медалями[2][30]
- В день столетнего юбилея 25 декабря 2017 года награждён нагрудным знаком Минпромторга России «Медаль имени конструктора стрелкового оружия М. Т. Калашникова»
- Почётный авиастроитель СССР[2]
- Мастер спорта СССР по планеризму[23]
- Почётный гражданин города Жуковского[2]

### Научные статьи
- С. Б. Брен, А. Д. Миронов, В. В. Уткин. Методика аэродинамических исследований на крылатой бомбе ЛИИ // Труды ЛИИ : журнал. — ЛИИ, 1948. — № 6.
- И. В. Остославский, А. Д. Миронов, Н. С. Строев, В. В. Уткин. Аэродинамические исследования больших скоростей при помощи летающих моделей // Труды ЛИИ : журнал. — ЛИИ, 1950. — № 10.
- А. Д. Миронов. Обтекание крыловых профилей при околозвуковых скоростях // Труды ЛИИ : журнал. — ЛИИ, 1952. — № 16.
- И. В. Остославский, А. Д. Миронов, Е. А. Кириллов. О влиянии самолёта, летящего со сверхзвуковой скоростью, на окружающее пространство // Техника воздушного флота : журнал. — ЦАГИ, 1956. — № 5. — ISSN 0868-8060.
- А. Д. Миронов, Е. А. Кириллов, М. А. Колушев. Ударные волны и маршруты полётов // Научно-технический сборник ЛИИ : журнал. — ЛИИ, 1961.
- А. Д. Миронов, М. Г. Фомин. Лётные исследования шума, создаваемого пассажирскими самолётами на местности // Труды ЦАГИ : журнал. — ЦАГИ, 1982. — Т. 42, № 2185. — ISSN 2588-0098.
- Krilyk, Igor; Mironov, Arseny. On the crew error probability approach to evaluating flight safety (англ.) // Proceedings of the 42nd Flight Safety Foundation Annual International Air Safety Seminar : сборник. — Flight Safety Foundation, 1990. — ISSN 1528-4425.
- А. Д. Миронов, И. О. Крилык. Человеческий фактор сдерживает повышение безопасности полётов гражданской авиации (по материалам 42-го семинара FSF) // Проблемы безопасности полётов : журнал. — М.: ВИНИТИ, 1990. — 16 августа (№ 9). — С. 58—68. — ISSN 0235-5000.
- Арсений Миронов, Нина Селивёрстова. Ошибка, величина которой неизвестна // Авиаглобус : журнал. — ООО «Авиаглобус», 2003. — Январь (№ 1). — С. 32—33.
- А. Д. Миронов, А. Н. Петров, А. И. Костюк. Безопасность полёта и язык эксплуатационной документации (рус.) // Полёт : Общероссийский научно-технический журнал. — М.: Машиностроение-Полёт, 2007. — № 11. — С. 50—55. — ISSN 1684-1301.
- Арсений Миронов, Владимир Полтавец, Владимир Бирюков. Три катастрофы - вывод один "человеческий фактор" или "человеческие факторы"? // Гражданская авиация : международный авиационный журнал. — М.: Редакция журнала "Гражданская авиация", 2010. — № 2. — С. 39—43. — ISSN 0017-3606.
- Mironov, A.D.; Nakvasin, A.Y. Development and flight research of non-intrusive airborne system of pilot psychophysiological status monitoring (англ.) // Proceedings of the 29th Congress of the International Council of the Aeronautical Sciences (ICAS 2014) : сборник. — International Council of the Aeronautical Sciences, 2014. — P. 1—9.

### Патенты
- Патент на изобретение № RU 2091057 от 27.09.1997 — «Способ непрерывного контроля психофизиологического состояния оператора в процессе управления движущимся объектом и система для его осуществления». Автор(ы): Миронов Арсений Дмитриевич, Логинов Олег Евгеньевич, Цветков Борис Юрьевич, Мадорский Сергей Владимирович, Лукьянов Валерий Иванович, Тетерина Елена Анатольевна, Селивёрстова Нина Георгиевна
- Патент на изобретение № RU 2319115 от 10.03.2008 — «Способ определения веса и положения центра тяжести самолёта». Автор(ы): Миронов Арсений Дмитриевич, Юнисов Рамиль Рашидович, Иванов Михаил Тимофеевич
- Патент на изобретение № RU 2442945 от 20.02.2012 — «Способ разминирования минных полей звуковым ударом». Автор(ы): Миронов Арсений Дмитриевич, Вид Вильгельм Имануилович. Завершнев Юрий Александрович, Роднов Анатолий Васильевич, Калинин Юрий Иванович, Поплавский Борис Кириллович
- Патент на изобретение № RU 2458201 от 10.08.2012 — «Способ вызова сброса снежных лавин». Автор(ы): Миронов Арсений Дмитриевич, Вид Вильгельм Имануилович, Роднов Анатолий Васильевич, Калинин Юрий Иванович, Завершнев Юрий Александрович

### Публикации в каталогах
- Список публикаций А. Д. Миронова в международном электронном каталоге WorldCat
- Список патентов с участием А. Д. Миронова в электронном каталоге Яндекс-патенты